# Yarrowsburg

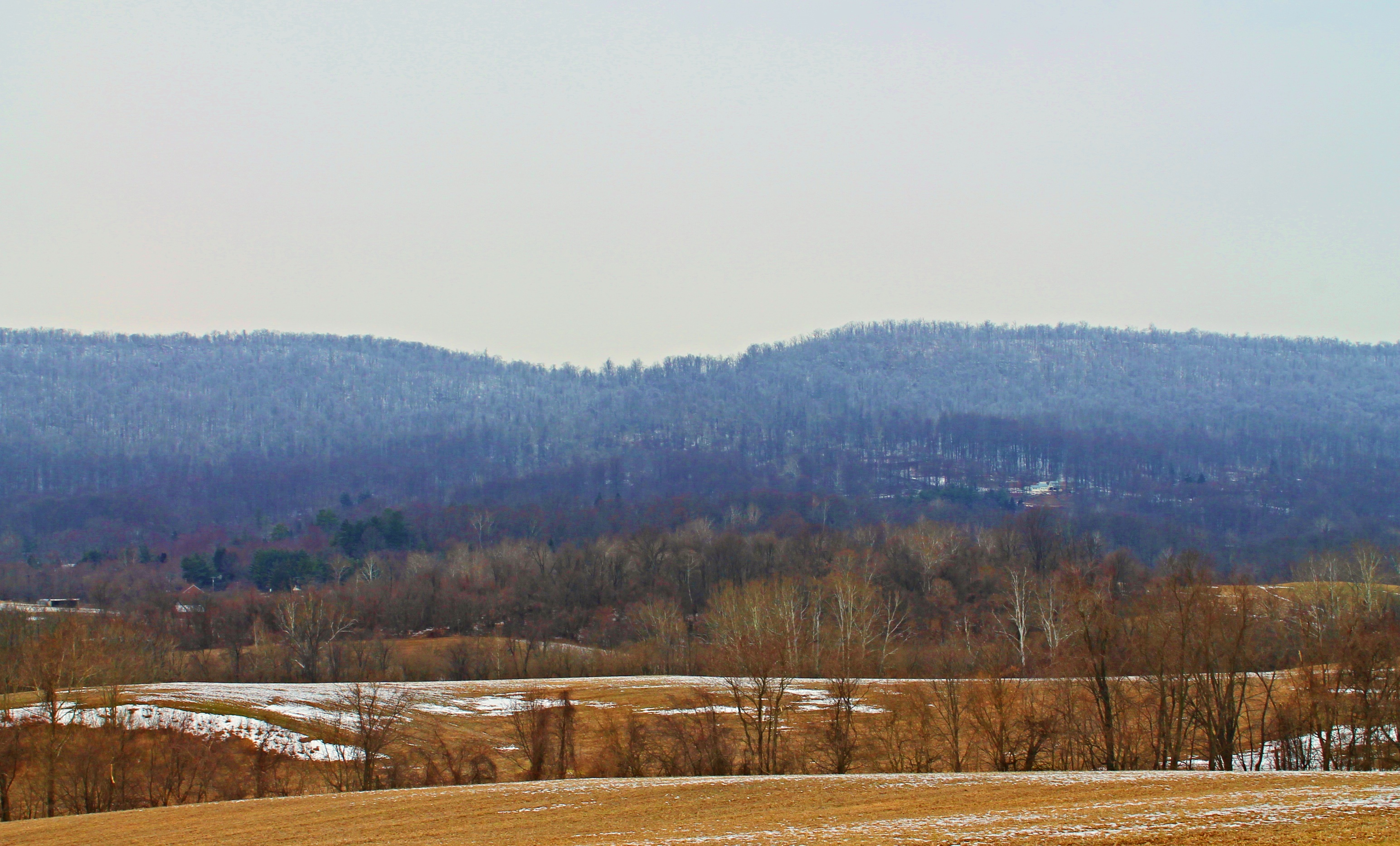
Elk Ridge Mountain et l'écart de Solomon au-dessus de Yarrowsburg.

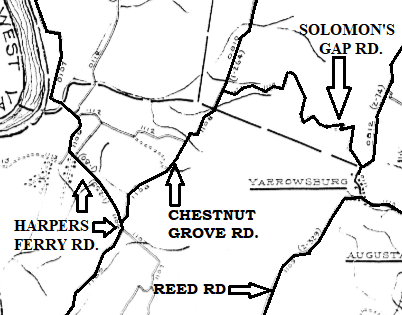
L'ancienne route de Solomon's Gap tirée d'une carte routière du comté de Washington de 1936. Les nombreux lacets témoignent de la raideur du parcours.

Yarrowsburg est un secteur non constitué en municipalité et une localité désignée par le recensement dans le comté de Washington, de le Maryland aux États-Unis. Sa population était de 133 habitants au recensement de 2010.

## Histoire
Yarrowsburg se trouve au pied de la montagne Elk Ridge (en), du côté ouest de Pleasant Valley, s'étendant tout au long des routes Reed, Kaetzel et Yarrowsburg, dans le sud-est du comté de Washington. Jusqu'à la fin du XIXe siècle, Elk Ridge appartenait à Antietam Iron Works. La forêt servait de combustible pour les fourneaux et les forges et après, elle a été transformée en charbon de bois. Après la faillite de l'usine sidérurgique dans les années 1850, les terres de montagne furent vendues en lots de plusieurs acres. Le village porte le nom d'Aquila et Polly Yarrow, Afro-Américains libres qui ont acheté une petite maison en rondins sur 1 1/4 acres de terrain à l'angle sud-est des routes Yarrowsburg et Reed en 1825. Les Yarrows étaient l'une des nombreuses familles noires libres vivant à Yarrowsburg à l'époque. Aquila mourut subitement en 1832, mais Polly vécut dans le village qui porte son nom jusqu'au 21 novembre 1885. Ce fut également le site de la seule traversée de la montagne Elk Ridge à travers le Solomon's Gap escarpé et rocheux. Autrement, Elk Ridge ne peut être dépassé qu'en contournant ses extrémités nord ou sud via les routes Trego ou Sandy Hook. La route traversant Solomon's Gap a été abandonnée au début du XXe siècle et n'est plus une route de transit. Solomon's Gap jouerait un rôle dans la stratégie des batailles de la guerre civile dans la région . Yarrowsburg est aujourd'hui un village rural de maisons unifamiliales.

## Géographie
Selon le US Census Bureau, la communauté a une superficie de 0,227 milles carrés ( Unité «  » inconnue du modèle {{Conversion}}.)  , tout terrain.